# أوكتافيا والش
أوكتافيا والش (بالإنجليزية: Octavia Walsh)‏ (1677، ورشستر في المملكة المتحدة - 1706، ورشستر في المملكة المتحدة)؛ كاتِبة وشاعرة إنجليزية.